# Ratusz w Nuslach
Ratusz w Nuslach (czeski: Nuselská radnice) – neorenesansowy budynek ratusza, który znajduje się w Pradze, na ulicy Táborské w dzielnicy Nusle na rogu placu generała Kutlvašra w Pradze 4. W budynku znajduje się urząd administracyjny okręgu Praga 4. Został wybudowany w latach 1908-1909, kiedy Nusle były już 10 lat niezależnym miastem. Do roku 1922, służył jako oddzielny ratusz Nusle i jako siedziba urzędu powiatu nuselskiego. Jego fasada skierowana w kierunku ulicy Táborské, ozdobiona jest małym, wysokim pasażem, z balkonem oraz wieżą zegarową. Nad jego głównym portalem znajduje się cytat Nusle sobě. Na stronie zwróconej na plac znajduje się popiersie Karela Kutlvašra. W latach dwudziestych był kilkukrotnie odwiedzany przez prezydenta Tomáša Masaryka. Oprócz swojej urzędowej funkcji w budynku mieściły się biura ośrodka informacji, sala koncertowa, sala weselna i restauracja. Na początku XXI wieku, budynek ratusza został całkowicie odnowiony. Obecnie znajduje się tu restauracja U rodinné pohody, z wejściem od strony placu.